# Elizabeth Sellwood
Elizabeth ("Eliza") Jane Sellwood (21 juin 1840 – 19 mars 1948) était une centenaire britannique et la personne la plus âgée connue au Royaume-Uni à sa mort.

## Biographie
Elizabeth Jane Sellwood est née à Upavon, dans le Wiltshire, en Angleterre, le 21 juin 1840. Dans sa vieillesse, elle était alitée et sourde-aveugle. Elle vivait avec son fils, sa belle-fille et sa fille de 77 ans, qui ne se sont jamais mariés et qui prenaient soin d'elle. Elle ignorait également l'existence de la Seconde Guerre mondiale et du rationnement.
Elizabeth Sellwood est devenue la personne la plus âgée du Royaume-Uni le 14 janvier 1947 (après le décès de Sarah Fitt) avant de décéder le 19 mars 1948 à Charlton St Peter, dans le Wiltshire, à l'âge de 107 ans et 272 jours. Matilda Coppins lui a succédé comme doyenne du Royaume-Uni.